# Lijst van nummer 1-albums in de LP Top 20 in 1969
Onderstaand album stond in 1969 op nummer 1 in de LP Top 20, de voorloper van de huidige Media Markt Album Top 40. De LP Top 20 werd vanaf 6 december 1969 tweewekelijks samengesteld door Radio Veronica en het blad Stereo Revue. In de weken dat er geen nieuwe lijst verscheen werd de laatst verschenen lijst herhaald.
| Nummer | Datum       | Artiest     | Titel      |
| ------ | ----------- | ----------- | ---------- |
| 1      | 6 december  | The Beatles | Abbey road |
|        | 13 december | The Beatles | Abbey road |
|        | 20 december | The Beatles | Abbey road |
|        | 27 december | The Beatles | Abbey road |

Lijsten van nummer 1-albums in de Nederlandse Album Top 100

1969 ·
1970 ·
1971 ·
1972 ·
1973 ·
1974 ·
1975 ·
1976 ·
1977 ·
1978 ·
1979 ·
1980 ·
1981 ·
1982 ·
1983 ·
1984 ·
1985 ·
1986 ·
1987 ·
1988 ·
1989 ·
1990 ·
1991 ·
1992 ·
1993 ·
1994 ·
1995 ·
1996 ·
1997 ·
1998 ·
1999 ·
2000 ·
2001 ·
2002 ·
2003 ·
2004 ·
2005 ·
2006 ·
2007 ·
2008 ·
2009 ·
2010 ·
2011 ·
2012 ·
2013 ·
2014 ·
2015 ·
2016 ·
2017 ·
2018 ·
2019 ·
2020 ·
2021 ·
2022 ·
2023 ·
2024 ·
2025

Lijsten van nummer 1-albums van de Stichting Nederlandse Top 40

1969 ·
1970 ·
1971 ·
1972 ·
1973 ·
1974 ·
1975 ·
1976 ·
1977 ·
1978 ·
1979 ·
1980 ·
1981 ·
1982 ·
1983 ·
1984 ·
1985 ·
1986 ·
1987 ·
1988 ·
1989 ·
1990 ·
1991 ·
1992 ·
1993 ·
1994 ·
1995 ·
1996 ·
1997 ·
1998 ·
1999 ·
2011 ·
2012 ·
2013 ·
2014 ·
2015
- Nederland
- Nederland (LP Top 20)
- Verenigd Koninkrijk